# Port Jefferson (New York)
Port Jefferson ist ein Hafenort an der Nordküste von Long Island im US-Bundesstaat New York. Er hat den Status eines incorporated village (selbstverwalteten Dorfs) innerhalb der Town of Brookhaven im Suffolk County. Nach dem Census von 2010 hatte das Dorf 7750 Einwohner. Im Gegensatz zu den meist nur aus Wohngebieten bestehenden umliegenden Orten hat Port Jefferson ein echtes kleinstädtisches Dorfzentrum rund um den Hafen.

## Geographie

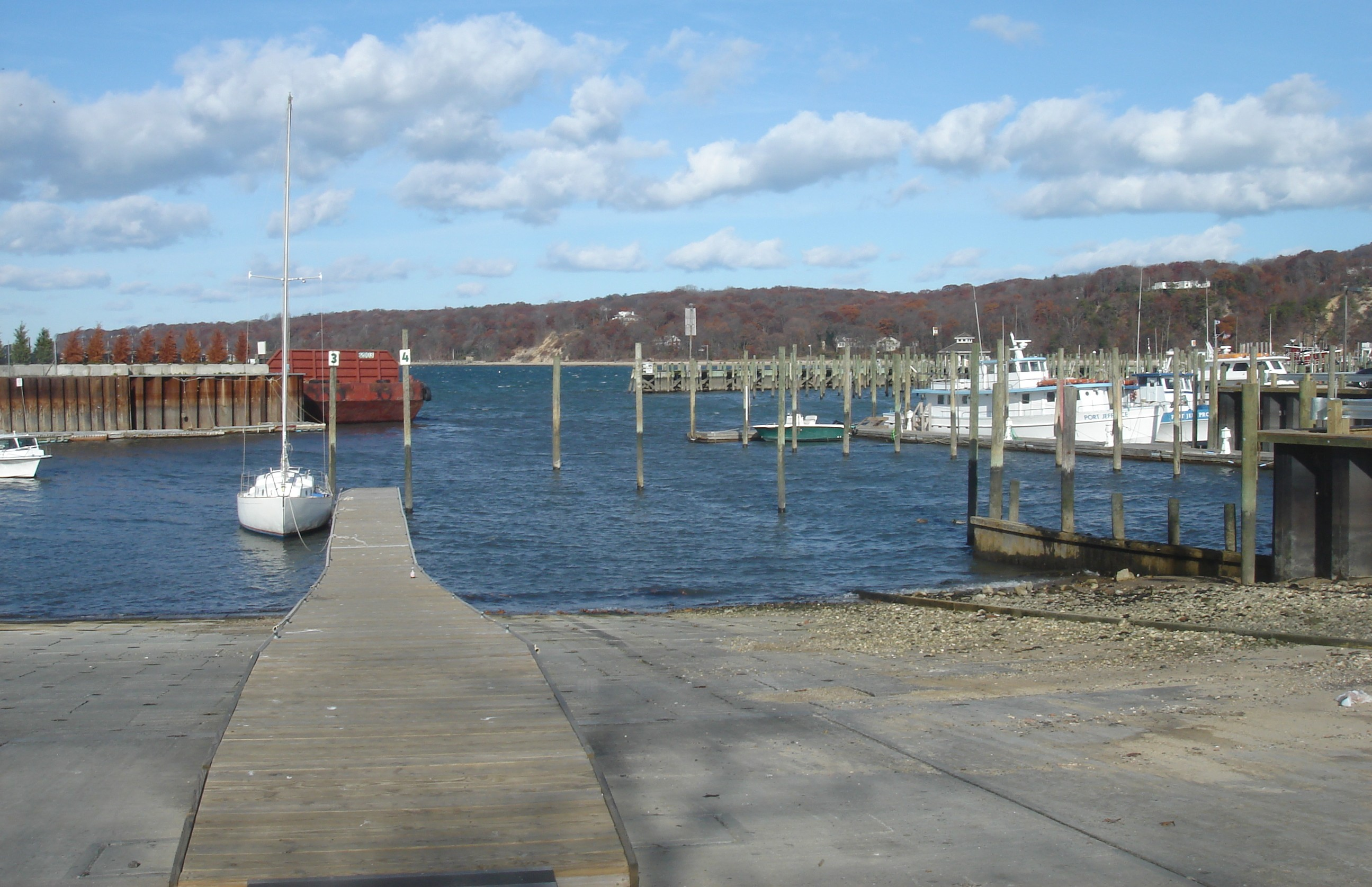
Hafen

Port Jefferson hat eine Fläche von 7,9 km², davon 7,8 km² Land. Es liegt am Port Jefferson Harbor, einer Nebenbucht des Long Island Sound. Vom Ufer aus zieht sich das Dorfzentrum über einige kleinere Hügel hin, die Außengebiete liegen dann größtenteils auf dem Anstieg zum höhergelegenen Inland. Port Jefferson grenzt westlich an Poquott und Setauket-East Setauket, südlich an Port Jefferson Station, östlich an Mount Sinai und nördlich an Belle Terre.

## Geschichte
Die Indianer nannten die Gegend ursprünglich Suwassett, „Land der kleinen Kiefern“. Zwischen 1655 und 1687 wurde das Land von europäischen Siedlern erworben, die es aufgrund der sumpfigen Beschaffenheit Drowned Meadow (versunkene Wiese) nannten. Die erste Bebauung entstand 1682.
1796 hatte der Schiffbau in Poquott begonnen, im Folgejahr errichtete John Willse die erste Werft auf dem östlicheren Gebiet, das heute der Hafen von Port Jefferson ist. In den nächsten Jahrzehnten entwickelte das neue Dorf sich zur Hochburg des Schiffbaus auf Long Island, daneben war es auch ein wichtiger Hafen für Walfänger.
Im Britisch-Amerikanischen Krieg wurde der Hafen 1813 von zwei britischen Kriegsschiffen angegriffen, von denen eines durch das Fort in Poquott versenkt wurde. Am 7. März 1836 erhielt der Ort nach dem Präsidenten Thomas Jefferson seinen heutigen Namen. 1840 wurden ein Hafenbecken ausgehoben und die Sümpfe trockengelegt und zu festem Land aufgeschüttet. Am 31. August 1852 wurde der Hafen zum offiziellen Einreisepunkt für die USA.
1872 wurde die Fährverbindung nach Bridgeport eröffnet, 1873 entstand am südlichen Ortsrand der Endbahnhof einer Strecke der Long Island Rail Road. Etwa ab den 1870ern verfiel die Werftindustrie jedoch, da die Werften nicht für die aufkommenden Stahlschiffe geeignet waren. Das letzte große Schiff, das in Port Jefferson gebaut wurde, war 1901 der Schoner Martha Wallace. Zwischen 1917 und 1919 wurden für den Ersten Weltkrieg doch noch einige Anlagen für Stahlschiffe aufgerüstet und an diesen arbeiteten bis zu 1100 Personen, danach endete der Schiffbau jedoch endgültig.
Daraufhin entwickelte Port Jefferson sich mit Strandbädern zum Touristenort, von 1910 an diente die Bucht zeitweise auch als Sandgrube. 1963 wurde das Dorf als selbstverwaltetes Dorf eingetragen.

## Kultur und Sehenswürdigkeiten

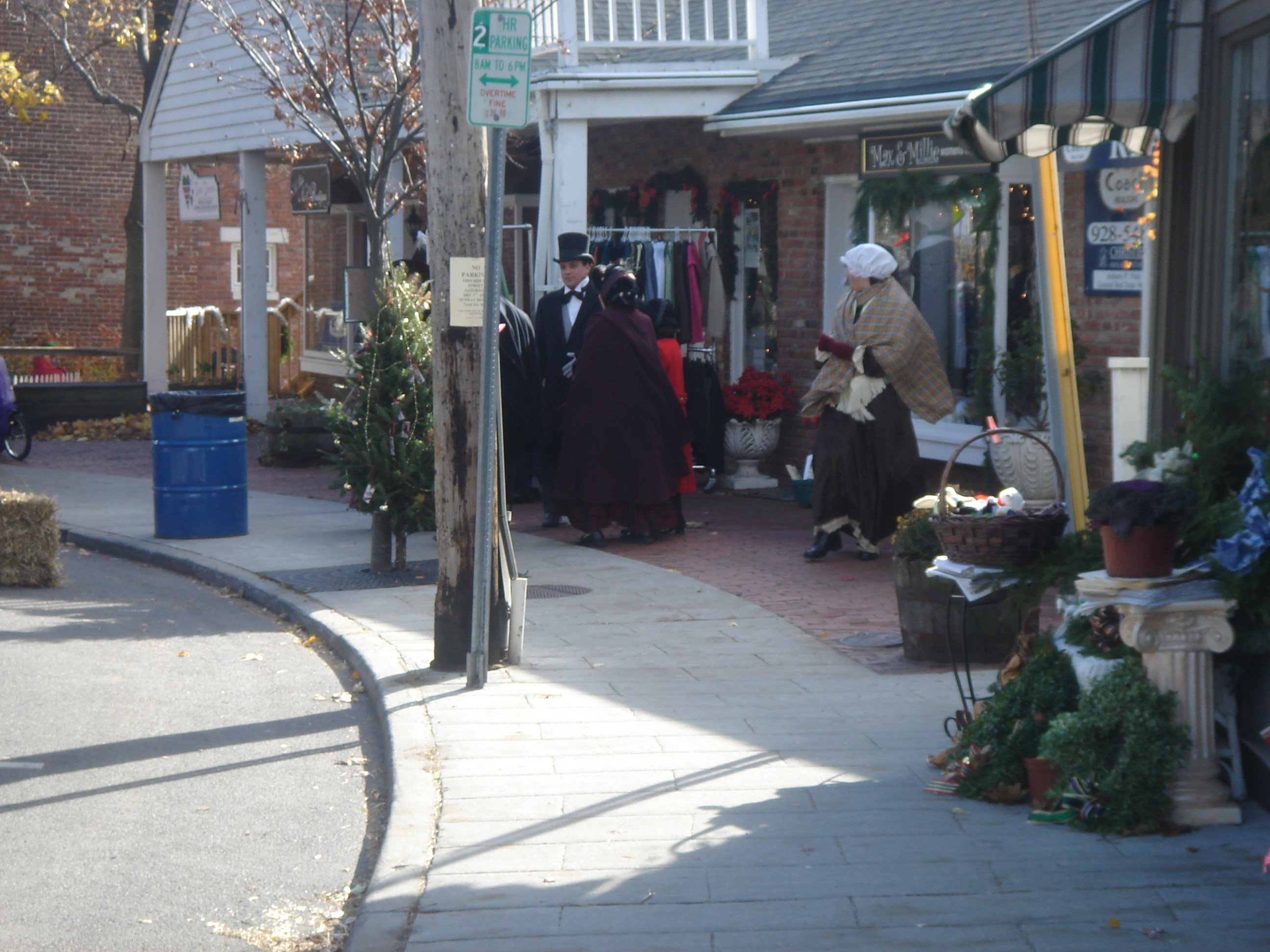
Dickens Festival

Anfang Dezember findet in Port Jefferson jedes Jahr ein Charles-Dickens-Fest statt.

## Infrastruktur

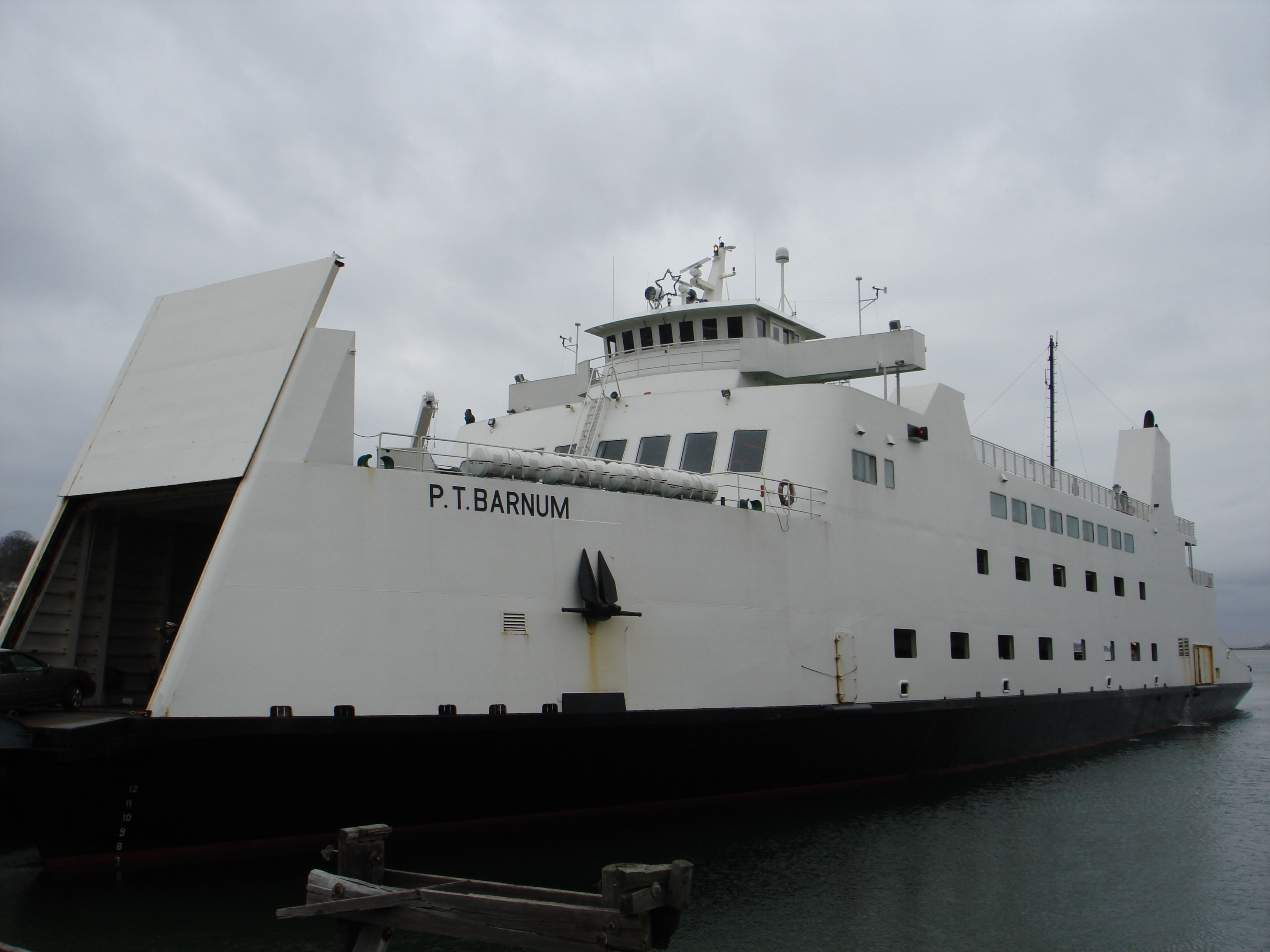
Fähre nach Bridgeport

Vom Hafen aus besteht eine Fährverbindung über den Sund nach Bridgeport in Connecticut. Der Endbahnhof einer Long-Island-Rail-Road-Bahnstrecke befindet sich im Hinterland an der Grenze zum nach ihm benannten Nachbarort Port Jefferson Station, darüber hinaus ist Port Jefferson an mehrere lokale Buslinien angebunden. Mit dem St. Charles Hospital und dem John T. Mather Hospital befinden sich zwei Krankenhäuser im Ort.

## Persönlichkeiten
- Vivien Cardone (* 1993), Schauspielerin
- Ted Chiang (* 1967), Science-Fiction-Autor
- Michael Dowling (* 1958), Wirtschaftswissenschaftler
- Cathy Downs (1924–1976), Schauspielerin
- Peter Frenette (* 1992), Skispringer
- Jackie Geary (* 1977), Schauspielerin
- Dan Gurney (1931–2018), Automobilrennfahrer, Konstrukteur und Teambesitzer